# ادوارد وستون (شیمیدان)
ادوارد وستون (انگلیسی: Edward Weston؛ زاده ۹ مهٔ ۱۸۵۰ درگذشته ۲۰ اوت ۱۹۳۶) یک شیمی‌دان اهل بریتانیا بود.